# Ngư lôi hạng nhẹ Type 97 (G-RX4)
Ngư lôi Loại 97 (tiếng Nhật:97式短魚雷, 97 Shiki Tan Gyorai) là loại ngư lôi tầm ngắn do tập đoàn công nghiệp nặng Mitsubishi phát triển và chế tạo cho lực lượng phòng vệ biển Nhật Bản. Loại ngư lôi này giống như nhiều loại vũ khí hiện đại khác của Nhật Bản là nó không bao giờ được xuất khẩu.

## Phát triển
Vào giai đoạn cuối của chiến tranh lạnh các tàu ngầm tấn công của Liên Xô có tốc độ ngày càng cao và lặn ngày càng sâu nên các loại ngư lôi trang bị cho lực lượng hải quân Hoa Kỳ và lực lượng phòng vệ biển Nhật Bản như ngư lôi MK-48 càng khó để đối phó với các tàu ngầm này.Vì thế một loại ngư lôi mới cần được phát triển để bắt kịp với sự phát triển này.
Hoa Kỳ đưa ra một loại ngư lôi mới là MK-50 sử dụng đầu dò hồng ngoại và động cơ bơm chu kỳ kín cùng với một bộ phận tích hợp để phân tích sóng âm dưới nước để tìm mục tiêu. Loại ngư lôi này cũng có thể được dùng để đánh chặn các ngư lôi khác. Tuy nhiên các tàu ngầm Liên Xô cũng đã phát triển các khả năng thích ứng như sử dụng mồi bẫy và gây rối hệ thống dò tìm khiến cho ngư lôi không thể tìm ra mục tiêu.
Đến năm 1989 thì một dự án chế tạo ngư lôi mới tên G-RX4 được tiến hành để phát triển các nâng cấp cần thiết và bắt đầu chế tạo các nguyên mẫu, đến năm 1997 thì loại ngư lôi mới được thông qua và đưa vào phục vụ nên nó có tên Shiki 97. Các ngư lôi này hiện được trang bị cho các máy bay săn ngầm P-3 và trên các ống phóng ngư lôi Mark 32 trên các tàu nổi.